# Вышелей
Вышелей — река в России, протекает в Городищенском районе Пензенской области. Устье реки находится в 27 км по правому берегу реки Иванырс. Длина реки составляет 15 км. Исток реки находится в селе Ивановка, рядом село Лобановка, а около устья река протекает через село Вышелей.
В 3,7 км от устья слева в Вышелей впадает Вышелейка.

## Данные водного реестра
По данным государственного водного реестра России относится к Верхневолжскому бассейновому округу, водохозяйственный участок реки — Сура от Сурского гидроузла и до устья реки Алатырь, речной подбассейн реки — Сура. Речной бассейн реки — (Верхняя) Волга до Куйбышевского водохранилища (без бассейна Оки).
Код объекта в государственном водном реестре — 08010500312110000036166.